# Þingvellir

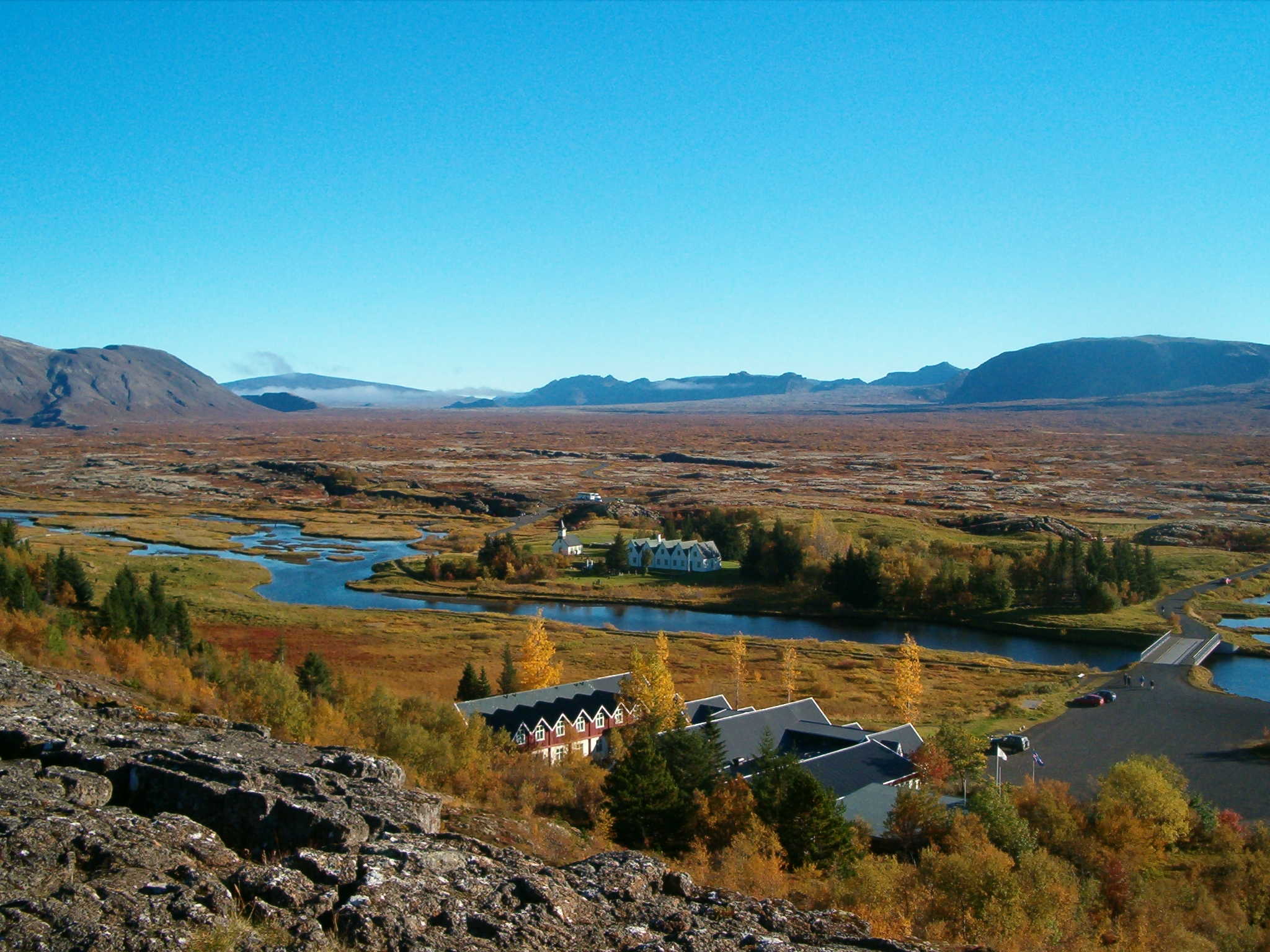
Overzicht over Þingvellir

Nationaal park Þingvellir [ˈθiŋkˌvɛtlɪr̥] (IJslands: Þjóðgarðurinn á Þingvöllu) is een van de drie nationale parken in IJsland (naast Nationaal park Snæfellsjökull en Vatnajökull). Het ligt ongeveer 50 km ten oosten van de hoofdstad Reykjavik en is een 6 bij 40 km grote verzakking van de aarde.

## Historie
Þingvellir is voor de IJslanders een meer dan historisch belangrijke plaats. De nakomelingen van Ingólfur Arnarson, de stichter van Reykjavik, richtten in 930 het Alding bij Þingvellir op. Dit was de plaats waar 's zomers elk jaar de grote grondeigenaars, boeren, krijgslieden, handeldrijvers en anderen bijeen kwamen om onderlinge vetes te beslechten, om huwelijksverbonden aan te gaan, om zaken te doen, om recht te spreken, om nieuwe wetten uit te vaardigen, om nieuws uit de verre uithoeken van IJsland uit te wisselen, om weergeld voor moord en doodslag te betalen of te ontvangen en om mensen vogelvrij te verklaren of te executeren. Kortom, het Alding was dé plaats waar voor iedereen zaken van (levens)belang werden geregeld. Zo werd hier bijvoorbeeld in het jaar 1000 besloten dat het christendom de landsgodsdienst zou worden (in elk geval buitenshuis, binnenskamers mocht men nog de oude goden vereren).
Wel hadden alle gewesten in IJsland hun eigen þing (ding), maar het Alding was veelomvattender. Een probleem was, dat er geen uitvoerend of controlerend orgaan was dat op de naleving van de afspraken toezag, hetgeen regelmatig aanleiding was voor nieuwe conflicten die vaak bloedig werden beslecht.
Vrijwel alles wat tot 1271 in IJsland gebeurde had iets met het Alding te maken en de geschiedenis van het land heeft altijd te maken met zaken die hier werden geregeld. Het was de volksvertegenwoordiging, de voorloper van het parlement van IJsland. In 1262 werd, ook hier, besloten dat IJsland zich zou overgeven aan Noorwegen, waardoor de macht van het Alding vanaf 1271 sterk afnam. In 1798 vond hier de laatste openluchtvergadering plaats en in 1800 werd het parlement naar Reykjavik overgebracht. Vanaf 1843 was IJsland bezig om zich onafhankelijk te maken, maar de macht die ooit bij Þingvellir lag was ten einde.
Þingvellir is nu een belangrijke ontmoetingsplaats ten tijde van belangrijke historische gebeurtenissen. Op 17 juni 1944 werd hier IJslands onafhankelijkheid uitgeroepen, in 1974 werd hier massaal het 1100-jarig bestaan van IJslands kolonisatie gevierd, en in 2000 werd het 1000-jarig christendom op het eiland groots herdacht.

## Geologie

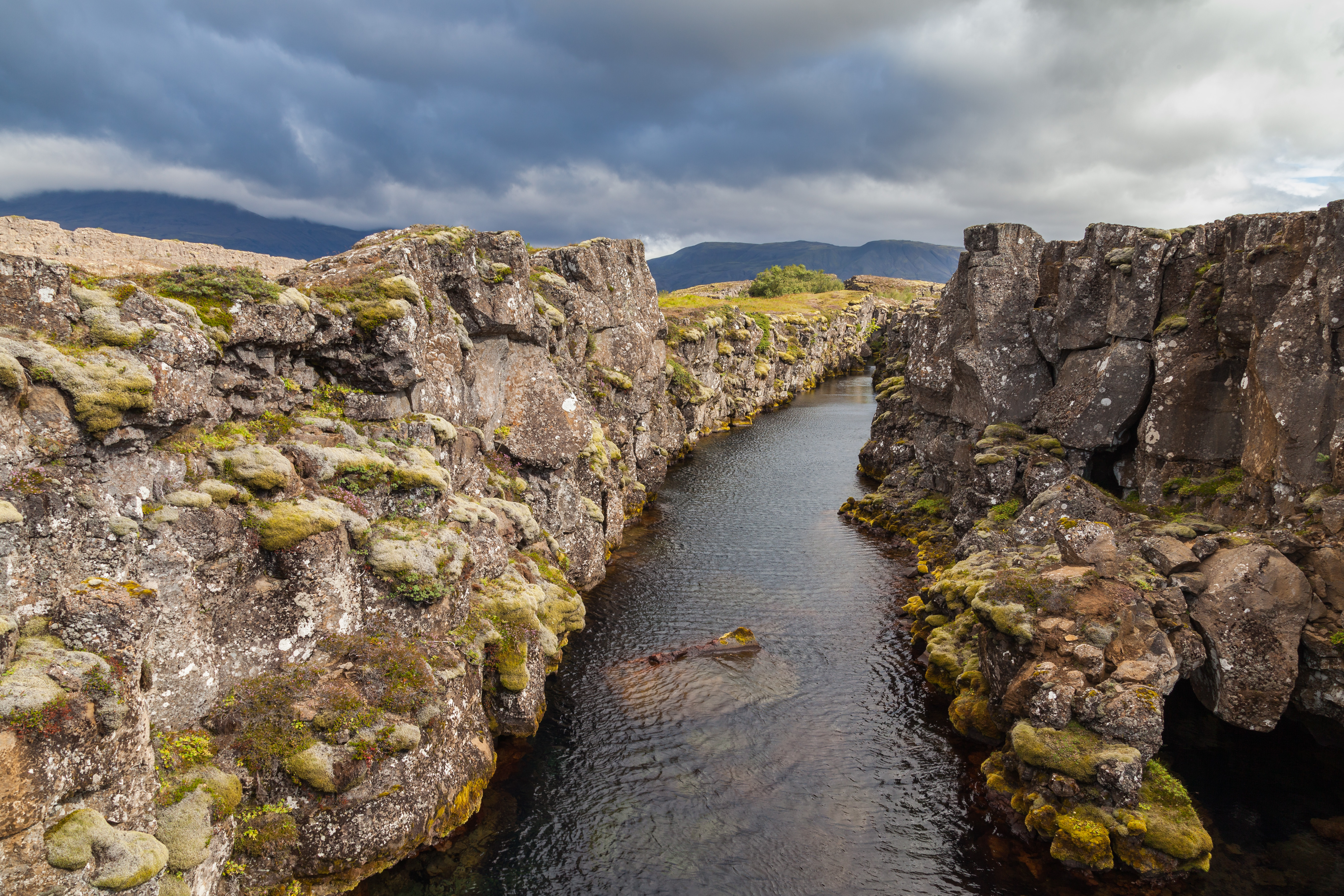
Nikulásargjá-fissuur

De nakomelingen van Arnarson kozen Þingvellir niet bij toeval uit. De plaats werd uitgekozen door de aanwezigheid van een groot spleetvormig eruptiekanaal (fissuur) in de aarde, de Almannagjá (Alle-mensen-kloof) boven een grote vlakte, die ruimte aan vele tienduizenden mensen kon bieden, een waterval in de Öxará (Bijlrivier), en de aanwezigheid van het meer Þingvallavatn dat vers water en volop vis leverde. De Almannagjá fungeerde als een echomuur waardoor er een optimale akoestiek voor de toehoorders in het open veld was.
Bij Þingvellir is de Midden-Atlantische Rug heel duidelijk zichtbaar. Dit gebied is de scheidingslijn tussen het Noord-Amerikaanse (ten noordwesten van de kloof) en het Euraziatische (ten zuidoosten van de vlakte) continent, met de vlakte zelf als scheiding. Op deze plaats drijft IJsland door tektonische bewegingen schoksgewijs met een gemiddelde snelheid van 1 à 2 cm per jaar uit elkaar, waar diverse fenomenen van getuigen: diepe kloven gevuld met zeer koud en helder water gevoed vanuit ondergrondse waterbronnen, fissuren, barsten, watervallen, verzakkingen en breukvlakken. Een aanzienlijk gedeelte van de vlakte is bedekt met lava van de nabij gelegen schildvulkaan Skjaldbreiður, die 9000 jaar geleden nog actief was. Het is ook deze lava geweest die de waterafvloed van het gebied blokkeerde waardoor het Þingvallavatn kon ontstaan. De kloof Almannagjá is ontstaan doordat er een grote aardverzakking heeft plaatsgevonden waarbij de grond over een lengte van zo'n 16 km plaatselijk 30 tot 40 meter daalde. De laatste aardverzakking vond in 1789 plaats waar de vlakte na een aardbeving in 10 dagen tijd met 60 cm daalde.

## Andere þingvellirs

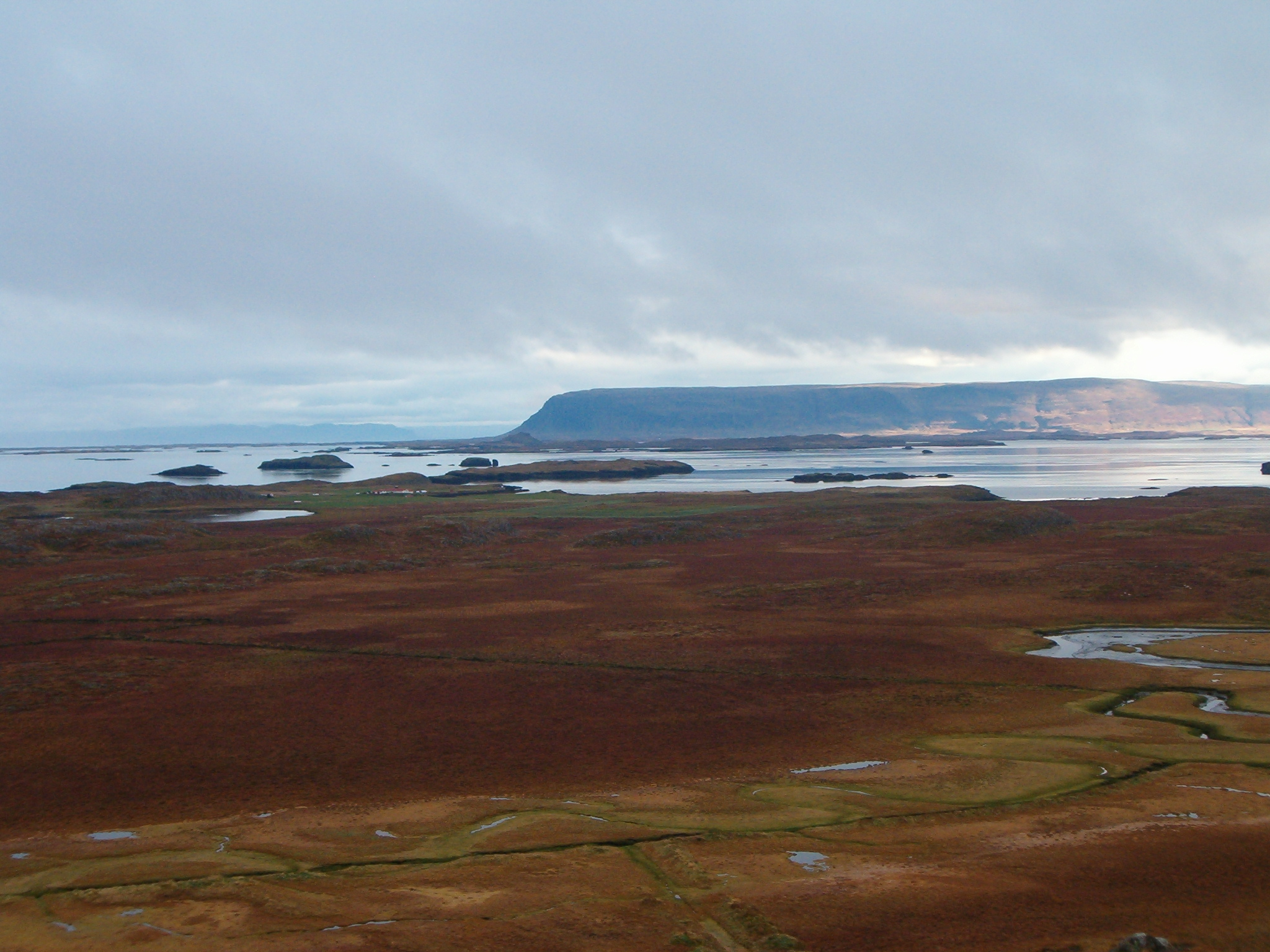
Overzicht over Þingvellir vanaf de berg Helgafell, Þorsnes

Behalve de hierboven beschreven vlakte zijn er nog meerdere plaatsen op IJsland die Þingvellir heten. Eén daarvan was voor de eerste bewoners van IJsland eveneens zeer belangrijk. Een van de eerste kolonisten van IJsland was de invloedrijke Þórólfur Mostrarskegg, een fervent aanbidder van Þór, een van de oude Germaanse goden. Hij ontvluchtte Noorwegen (zie geschiedenis van IJsland) en vestigde zich op een landtong van het schiereiland Snæfellsnes (West-IJsland). Deze landtong noemde hij Þórsnes (Thors landengte). Hij bouwde daar zijn tempel voor Þór, en in de Eyrbyggja saga wordt de ingebruikname van dit stuk land en de daarop volgende (bloedige) verwikkelingen uitvoerig beschreven.
Wegens omstandigheden moest hij zijn tempel een eindje naar het oosten verplaatsen en dat gebied werd tevens als Þing gebruikt en werd ook Þingvellir genoemd. Op dit moment zijn er nog (vermeende) ruïnen en overblijfselen zichtbaar, waaronder Þórssteinn (steen van Thor); een van de offerstenen. Op een steenworp afstand van Þingvellir ligt de 73 meter hoge berg Helgafell (Heilige berg). Met name Þórólfur Mostrarskegg, en met hem de andere Vikingen, beschouwden deze berg als zeer heilig en dachten dat daar een entreeplaats naar Walhalla was. Op dit bergje zijn nu nog de restanten van de kleine (Christelijke) kapel Tótt zichtbaar. Oostelijk van Helgafell is een boerderij en een kerkje, waarvan de fundamenten uit de 10e eeuw stammen. Deze boerderij en haar bewoners spelen in meerdere saga's van de IJslanders een prominente rol. Zo ligt een van de hoofdpersonen uit de Laxdæla saga, Guðrún Ósvífsdóttir, naast de kerk begraven en is haar graf uit 1008 nog steeds zichtbaar.
Een andere plaats die Þingvellir heet ligt in Oost-IJsland, ongeveer 60 km ten zuiden van Egilsstaðir vlak bij de ringweg.

## Toponiem
Þingvellir betekent "dingvelden", en via het Middelnederlandse dinc (gerecht, rechtszaak) is het huidige "geding" ermee verwant ('kort geding', of 'onze belangen zijn in het geding'). Ook een plaatsnaam als het Nederlandse Dinxperlo is hiermee verwant.